# شون أستين

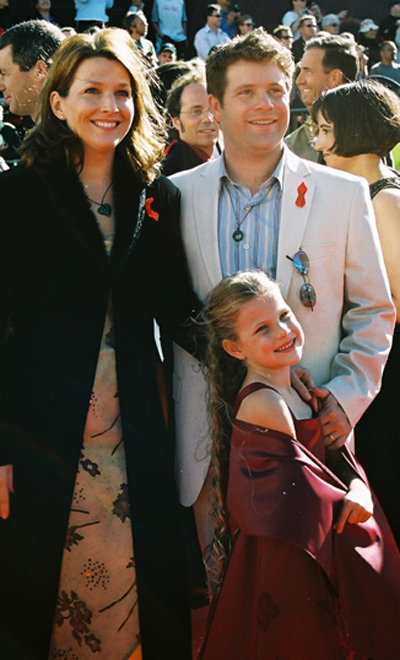
شون أستين

شون أستين (بالإنجليزية: Sean Astin) (ولد في 25 فبراير 1971 م، سانتا مونيكا، الولايات المتحدة) هو ممثل ومخرج ومنتج ومؤدي أصوات أمريكي، أدى أدوار عدة بالسينما الأمريكية ومنها فيلم الحمقى (1985) بدور ميكي والش وبدور بيلي تيبر بفيلم لعبة الجنود (1991) وبدور دانيال رويتجرز في فيلم رودي (1993) K وبدور ساموايز جامجي في ثلاثية سيد الخواتم (2001-2003) وغيرها.
تشمل جوائز أستين في التمثيل جائزة نقابة ممثلي الشاشة وجائزتين للفنانين الشباب. كما تم ترشيحه لجائزة الأوسكار لأفضل فيلم قصير مباشر في عام 1994 عن الفيلم القصير Kangaroo Court.

## الحياة المبكرة
ولد ضمن عائلة فنية حيث كانت والدته الممثلة باتي ديوك (1946-2016) ووالده مغني الروك مايكل تيل (مواليد 1950). في ذلك الوقت، تم الإبلاغ بشكل غير صحيح عن أن الفنان ديزي أرناز جونيور كان والده البيولوجي. تيل -الأب- كاتب ومروج موسيقى وناشر صحيفة لاس فيغاس الإسرائيلية. عندما حملت ديوك -والدته- لم تكن متأكدة مما إذا كان أرناز أو تيل أو الممثل جون أستين هو الأب، وعرض تيل الزواج بها كوسيلة للخروج من الفضيحة. استمر الزواج 13 يوما فقط في عام 1970، وانتهى قبل ولادة أستين.
في عام 1972، تزوجت ديوك بجون أستين وبعد ذلك تبنى جون شون. وفي عام 1973، أنجبت ديوك شقيق أستين ماكينزي أستين الذي أصبح أيضا ممثلا. انفصل ديوك وجون أستين في عام 1985.  وتزوجت ديوك بمايك بيرس في العام التالي،  وتبنيا ابنا، كيفن، في عام 1989. عندما كان أستين يبلغ من العمر 14 عاما، أخبرت ديوك ابنها أن أرناز كان والده البيولوجي. بعد ما يقرب من عقد من الزمان أي في عام 1994 ، التقى أستين بابنة أخت تيل التي اقترحت أن يخضع أستين لاختبار الأبوة. وبالفعل تبين ان تيل والده البيولوجي الفعلي. طور أستين علاقات وثيقة مع الثلاثة قائلا: "ديزي أرناز جونيور يحبني، وأنا أحبه". يعتبر أستين جون والده، كما قام جون بتربيته. أستين قريب أيضا من زوج والدته، مايك بيرس، قائلا: "يمكنني الاتصال بأي منهم على الهاتف في أي وقت أريد ذلك. جون أو ديزي أو مايك أو بابا مايك ... آبائي الأربعة ".

## مسيرته المهنية
ظهر في التمثيل للمرة الأولى في فيلم "الحمقى" جعل مميزات تمثيله، ونال دور البطولة في فيلم "رودي"، كما شارك في أفلام أخرى كـ"بولوورث"، "شجاعة تحت النار"، "حسناء ميمفيس"، "رجل إنسين"، "كالأب، كالابن"الأب مثل الابن"، "أين تأخذك الأيام"، "نبقى معا"، "حرب الزهور"، و"الممر الآمن". وحصد أستين جائزة أفضل ممثل شرفي لأدائه في فيلم "حياة دانية" في مهرجان حصن لوديردال السينمائي. وفي فيلم "سيد الخواتم"، رُشّح أستين وباقي الممثلين لأدائهم في الفيلم المسرحي لجائزة نقابة ممثلي الشاشة.
وكمخرج واعد، رُشّح أستين لجائزة الأكاديمية الأوسكار لفيلمه القصير محاكمة كانجرو، والذي أنتجه بمشاركة زوجته كريستين.
كما أخرج حلقة من مسلسل المختارات الأدبية لـ HBO "إفساد العلوم" بصفته عضوا في نقابة المخرجين الأمريكيين.
حصل أستين على درجة علمية في تاريخ الأدب والثقافة الأمريكية من جامعة كاليفورنيا في لوس أنجلوس.

### أبرز أعماله:
1. سلسلة أفلام "سيد الخواتم" (The Lord of the Rings): لعب أستين دور "سموايز جامجي" (Samwise Gamgee)، رفيق "فرودو باجنس" في رحلة تدمير الخاتم. كان هذا الدور من أبرز أدواره وأدى إلى شهرة واسعة.
2. فيلم "الذهاب للحد الأقصى" (Rudy): في هذا الفيلم، لعب دور "رودي روديجر"، الشاب الذي يحقق حلمه في لعب كرة القدم في جامعة نوتردام، وهو فيلم يستند إلى قصة حقيقية.
3. فيلم "الطفل الصغير" (The Goonies): لعب أستين دور "ميك"، أحد الشخصيات الرئيسية في هذا الفيلم الشهير الذي حقق نجاحًا كبيرًا في الثمانينات.

### حياته الشخصية:
- شون أستين هو ابن الممثلة باتريشيا ديفور (Patty Duke) والممثل جون أستين. على الرغم من نشأته في أسرة فنية، إلا أنه بدأ حياته الفنية بشكل مستقل وكان له تأثير كبير في السينما الأمريكية

## وصلات خارجية
- شون أستين على موقع IMDb (الإنجليزية)
- شون أستين على موقع روتن توميتوز (الإنجليزية)
- شون أستين على موقع ألو سيني (الفرنسية)
- شون أستين على موقع ميوزك برينز (الإنجليزية)
- شون أستين على موقع تيرنر كلاسيك موفيز (الإنجليزية)
- شون أستين على موقع أول موفي (الإنجليزية)
- شون أستين على موقع قاعدة بيانات الأفلام السويدية (السويدية)
- شون أستين على موقع إن إن دي بي (الإنجليزية)
- شون أستين على موقع ديسكوغز (الإنجليزية)
- شون أستين على موقع قاعدة بيانات الفيلم (الإنجليزية)
- الموقع الرسمي